# Olympic Broadcasting Services
Olympic Broadcasting Services (abreviado como OBS, en español se conocería como Servicios de Radiodifusión Olímpicos) es una agencia del Comité Olímpico Internacional, establecida en 2001 para gestionar las imágenes de los Juegos Olímpicos, facilitándolas a las estaciones de radio y televisión que hayan adquirido los derechos de transmisión de los eventos Olímpicos manteniendo los estándares en la cobertura de las Olimpiadas entre una edición y la siguiente.
La primera operación en transmisiones fue en los Juegos Olímpicos de Pekín 2008. Antes del surgimiento de OBS, la responsabilidad de las transmisiones radiales y televisivas era encargada al comité organizador u otras compañías mediáticas, teniendo que reconstruir la operación de transmisión en cada edición. Su sede está en Madrid, España.

## Función
La principal tarea de OBS es producir la señal de TV Internacional y la señal de radio (ITVR) para re-emitirla a las emisoras de todo el mundo. Por lo tanto, la señal de las emisoras nacionales emitirá de una manera neutral posible y no en ciertos jugadores o naciones para producir imágenes de dirección, de modo que la señal no tiene comentarios o entrevistas. Por lo tanto, los organismos de radiodifusión tienen la oportunidad de alinearse con sus propios comentarios o entrevistas que informan a los intereses de su audiencia. Otro objeto de OBS es proporcionar las premisas nacionales de radiodifusión y cualquier tecnología requerida. Los locales se encuentran principalmente en el Centro Internacional de Prensa (IBC). Allí, el director internacional, se encuentra también. El OBS tiene una plantilla de 85 personas de 21 países diferentes (a diciembre de 2008). Muchos de estos empleados fueron asumidos por Beijing Olympic Broadcasting.

## Historia de transmisiones

### Pekín 2008
Sus operaciones comenzaron con los Juegos Olímpicos de Verano de 2008 en Pekín , donde Beijing Olympic Broadcasting, una empresa conjunta entre este la OBS y el Comité Organizador de Beijing, actuó como el consorcio de radiodifusión anfitrión y la red de televisión estatal, Televisión Central de China (CCTV), es uno de los organismos de radiodifusión de la nación anfitriona de los juegos. Fueron los primeros Juegos Olímpicos producidos y transmitidos totalmente en televisión de alta definición, siendo vistos por más de 4000 millones de personas a nivel mundial.
Las imágenes fueron pasadas bajo la dirección de Manolo Romero a un total de 200 canales nacionales. Construido a partir del Centro de Emisión Internacional, donde estaban casi todos los estudios de televisión que emitían el evento, comprendiendo alrededor de 80.000 m².

### Vancouver 2010
Para los Juegos Olímpicos de Invierno de 2010 en Vancouver, fueron los primeros juegos donde OBS era el único productor del material fotográfico. Para este propósito OBS funda en diciembre de 2006, Olympic Broadcasting Servicios Vancouver (OBSV). Este sub-organización estando bajo la dirección de Nancy Lee y Manolo Romero no solo fue el responsable de la producción de imágenes, sino también para la construcción y mantenimiento del Centro de Emisión Internacional de Vancouver. Esto fue alrededor de 20.000 m², siendo lugar de trabajo para aproximadamente 4.000 personas.

### Londres 2012

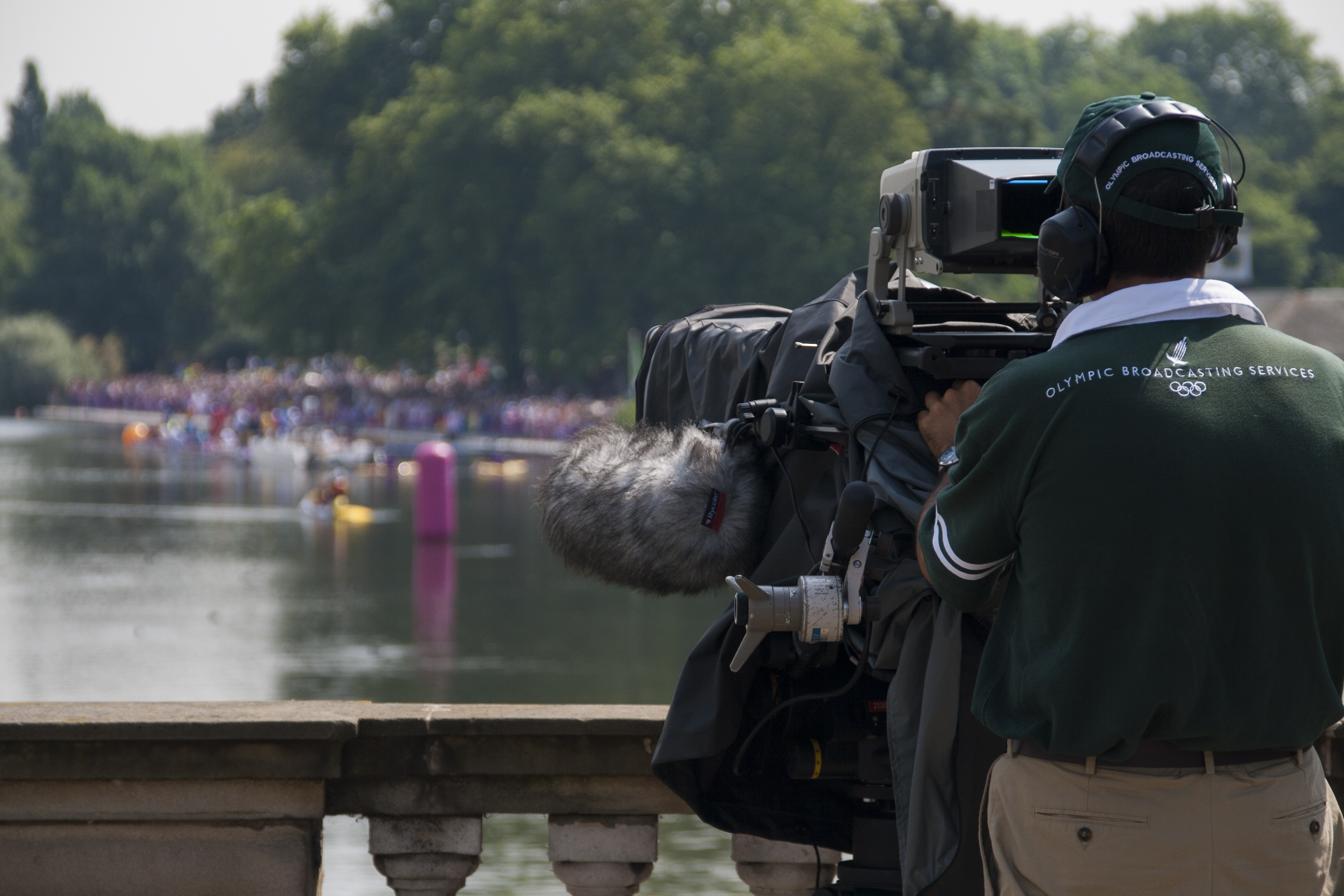
Camarógrafo de OBS filmando en la maratón masculina de 10 km de natación en Londres 2012.

Los Juegos Olímpicos de 2012 y Paralímpicos fueron difundidos por la OBS. Se especula que en el período previo a los Juegos Olímpicos de 2012, un anillo adicional de seguridad se puso alrededor del remolque de Danny Boyle (director de la ceremonia) siguiendo la "fricción" entre su tripulación y los Servicios de Radiodifusión Olímpicos. La emisora del país de origen fue la BBC.
La producción de imágenes de los Juegos Olímpicos del 2012 en Londres fue por parte de la Olympic Broadcasting Servicios Londres (OBSL), otro suborganización de la OBS en tomar el relevo. Esta OBSL se creó en agosto de 2009 con un edificio de oficinas cerca del Parque Olímpico de Londres para iniciar la planificación de los Juegos. El OBSL está encabezada por el exdirector de Tecnología de la BBC, Paul Mason.

### Río 2016
Se especula que en los Juegos Olímpicos de 2016 en Río, los canales de televisión brasileña Rede Globo, Rede Record y Rede Bandeirantes fueron las responsables de la generación de la señal de radio y televisión internacional. En estos Juegos Olímpicos se realizaron transmisiones de prueba en formato 4K y 8K.

## Programa de entrenamiento

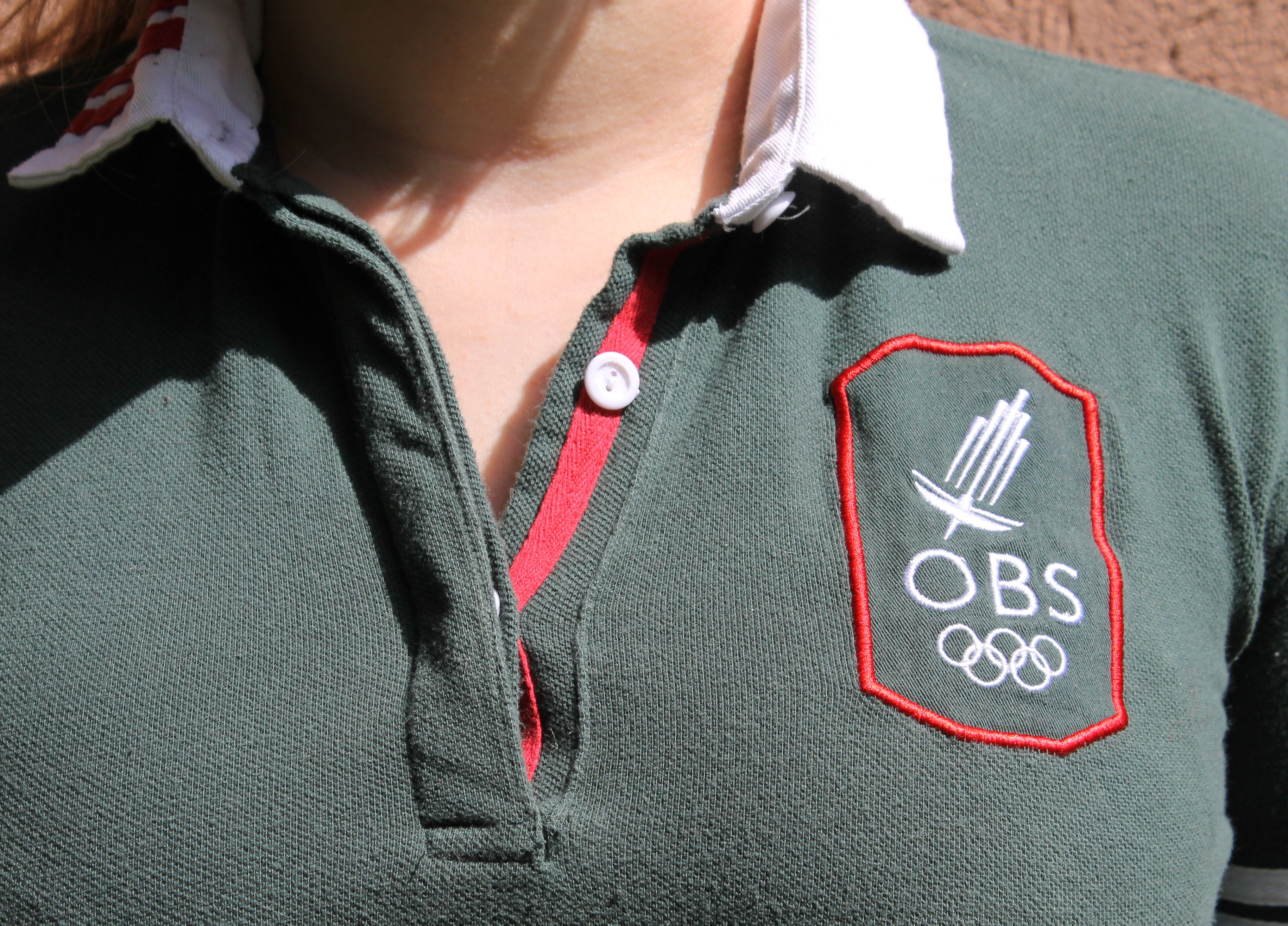
Traje de un estudiante con OBS en el programa de formación en los Juegos Olímpicos de 2012 en Londres.

Desde los Juegos Olímpicos de 2010, la OBS organiza antes de los Juegos, un programa de formación para los estudiantes de los campos de los medios de comunicación y la radiodifusión. El objetivo es que los participantes en colaboración con el personal profesional con experiencia pueda adquirir experiencia práctica y darles una buena transición a tales profesiones en los medios de comunicación. Para este propósito, se realiza al año talleres para las diferentes tareas antes de los Juegos. Entre las áreas de responsabilidad incluyen:
- Archivos Olímpicos (Archivo del Asistente)
- Asistente de sonido (Asistente de audio)
- Gestión Financiera (Auxiliar de Finanzas)
- Asistente de cámara
- Notificación electrónica
- Edición de vídeo (Video Logger)
- Producción (asistente de producción)

En particular, los estudiantes exitosos tienen entonces la posibilidad de ser tomados por la OBS y para participar en la producción de las transmisiones durante los juegos.